# Erica nabea
Erica nabea är en ljungväxtart som beskrevs av Guthrie och Bolus. Erica nabea ingår i släktet klockljungssläktet, och familjen ljungväxter. Inga underarter finns listade i Catalogue of Life.